# Придністров'я
Це стаття про географічний регіон. Про автономне утворення на території Молдови див. Автономне територіальне утворення з особливим правовим статусом Придністров'я
Придністро́в'я — регіон на вздовж лівого берега річки Дністер,  Республіка Молдова. Історичний край, заселений переважно українцями (русинами) та молдованами (волохами). Поділяється на північну (подільську) і південну (степову) частини. До подільського Придністров'я належать Кам'янка, Рибниця, Рашків; до степового — Тирасполь, Дубоссари, Слободзея. Подільське Придністров'я входило до складу Великого князівства Литовського, Речі Посполитої, Гетьманщини, степове Придністров'я — до складу Золотої Орди, Кримського ханства, Османів. З кінця XVIII ст. північна і південна частині об'єднані у складі Російської імперії (Подільська губернія і Херсонська губернія). 1918 року належало УНР (Подністров'я), згодом — Радянській Україні. 1940 року передане радянською владою до складу Радянської Молдови.
З 1992 року, внаслідок Придністровського конфлікту, контролюється самопроголошеною невизнаною Придністровською Молдавською Республікою, терени якої Молдова вважає своїми. Румунська назва — Трансні́стрія (рум. Transnistria, «Задністря»).

## Історія

### Адміністративно-державні утворення

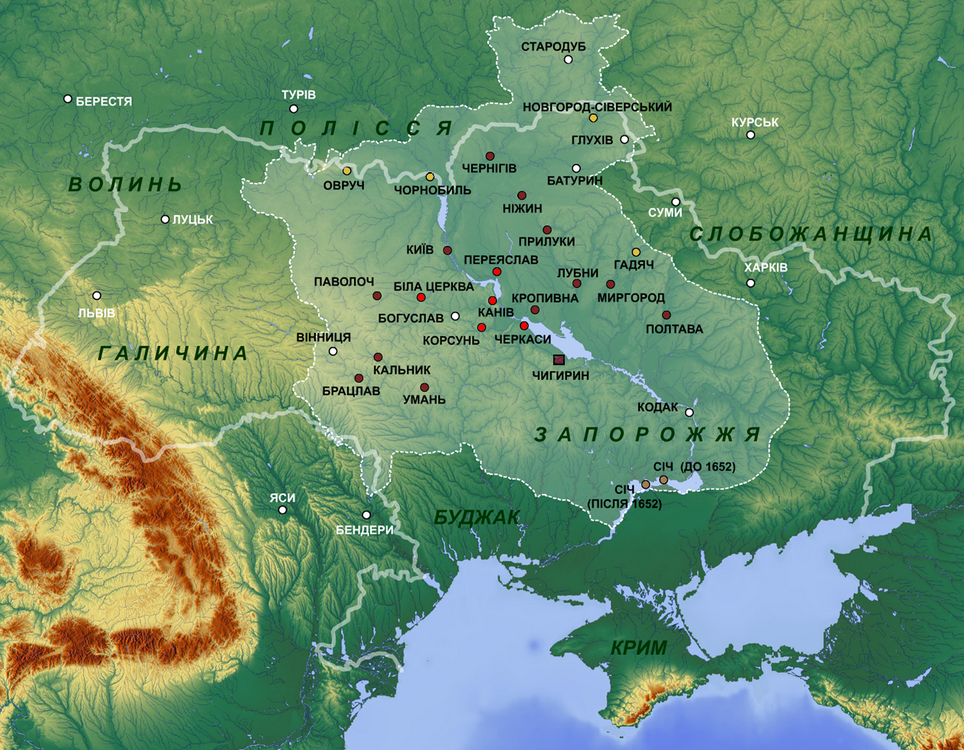
Україна за часів Богдана Хмельницького.

#### У добуКиївської Русі
- Уличі
- Галицько-Волинське князівство

#### У складіВеликого князівства Литовського
- Подільське князівство у 1395—1402 та 1430—1434 рр.
- Велике князівство Руське (1432—1435).
- Земля Поділля у 1402—1430 та 1435—1566 рр.
- Брацлавський повіт Брацлавського воєводства у 1566—1569 рр.

#### У складіРечі Посполитої
- Брацлавський повіт Брацлавського воєводства у 1569—1793 рр.

#### У добу козацької України

Прапори Чорноморського козацького війська 1788—1803 років.

- Вільшанська сотня Брацлавського полку Гетьманщини у 1648—1657 рр.
- Рашківська та Ягорлицька сотні Чечельницького полку у 1650 та 1673—1676 рр.
- Вільшанська сотня Придністровського полку у 1657—1673 рр.
- Чорноморське козацьке військо у 1790—1793 рр. Столиця війська — Слободзея.
- Бузьке козацьке військо у 1793—1817 рр. До 1812 р. охороняло російсько-османський державний кордон по Дністру.

#### У складі Російської імперії
- Очаківська область Катеринославського намісництва у 1792—1795 рр.
- Ольгопільський, Єленський та Тираспольський повіти Вознесенського намісництва у 1795—1796 рр.
- Ольгопільський і Балтський повіти Подільської губернії у 1797—1918 рр.
- Тираспольський повіт Новоросійської губернії у 1797—1802 рр., Миколаївської губернії у 1802—1803 рр. та Херсонської губернії у 1803—1918 рр.

#### В складі незалежної України (1918р.)
- За часів УНР: Подністров'я.
- За часів Української Держави: Ольгопільський і Балтський повіти Подільської губернії, та Тираспольський повіт Херсонської губернії. До Херсонщини мали також залучити й Бендерський повіт.
- Під час Другого зимового походу в листопаді 1921-го р. війська Басарабської групи УНР захопили села Паркани, Тернівку, Бичок, Красногірку та західне передмістя Тирасполя, але були вибиті звідти червоноармійськими військами, що мали чисельну перевагу.

#### У складіУкраїнської РСР
- Ольгопільський і Балтський повіти Подільської губернії, та Тираспольський повіт Херсонської губернії у 1919—1920 рр.
- Ольгопільський повіт Подільської губернії та Балтський і Тираспольський повіти Одеської губернії у 1920—1923 рр.
- Тульчинська округа Подільської губернії та Балтська і Одеська округи Одеської губернії у 1923—1924 рр.
- Автономна Молдавська Соціалістична Радянська Республіка у 1924—1936 рр.
- Молдавська Автономна Радянська Соціалістична Республіка у 1936—1940 рр.

### У складі СРСР і Румунії

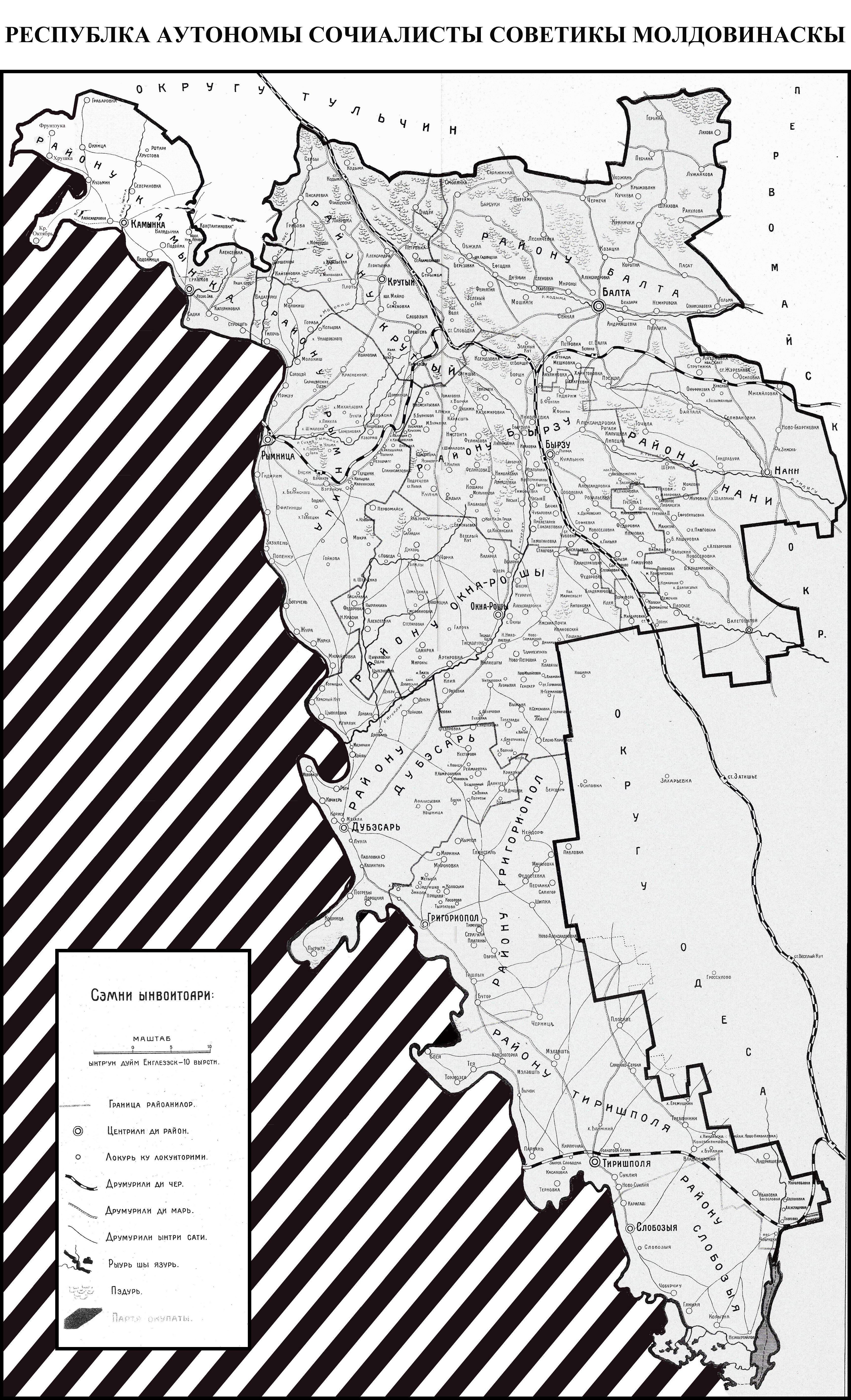
Мапа МАРСР.

До 1940 р. частина території Придністров'я перебувала у складі Української РСР. У 1924 р. за ініціативою Котовського, Ткаченка та інших тут створена Молдавська Автономна Радянська Соціалістична Республіка (МАССР) у складі Української РСР. Вона повинна була стати плацдармом для повернення Бессарабії, яку було приєднано до Румунії в 1918 р. Радянський Союз не визнав її відторгнення, мотивуючи це, зокрема, тим, що радянські вимоги про проведення на території колишньої Бессарабської губернії всенародного плебісциту про приналежність цієї території були двічі відкинуті румунською стороною. Офіційними мовами МАРСР оголошені молдовська, українська та російська. Столицею республіки стало місто Балта, з 1929 р. її перенесли в Тирасполь, який зберігав цю функцію до 1940 р.
Після поразки Польщі у війні проти Німеччини, вступу радянських військ на території Західної України і Білорусі у вересні 1939-го і капітуляції Франції в червні 1940-го 26 червня 1940 р. СРСР в ультимативній формі зажадав від Румунії передати СРСР територію Бессарабії і Північну Буковину (район Герца включений помилково під час наступу). Позбувшись підтримки Франції, зіткнувшись з територіальними домаганнями Угорщини на заході, Румунія прийняла висунутий СРСР ультиматум. Відірвана територія Бессарабії (за винятком Південної Бессарабії, включеної в Одеську область, і Північної Бессарабії, яка разом з Північною Буковиною і районом Герци утворили Чернівецьку область УРСР) була приєднана до частини МАРСР і перетворена в Молдавську Радянську Соціалістичну Республіку зі столицею в Кишиневі. Балта і прилеглі до неї райони залишилися у складі УРСР без автономного статусу.
2 серпня 1940 р. на VII сесії Верховної Ради СРСР прийнятий Закон про створення союзної Молдавської Радянської Соціалістичної Республіки.

#### Друга світова війна
У 1941 р. Німеччина і її союзники напали на СРСР, Румунія отримала можливість повернути території, приєднані рік тому Радянським Союзом. До складу Великої Румунії, крім Бессарабії і північної Буковини, увійшла область між річками Південний Буг і Дністер (включаючи міста Балта, Одеса та правобережну частину м. Миколаєва), яку назвали Трансністрією («Задністря»).
У 1944 р., з виходом Червоної армії на Балкани, межі повернулися до положення, що існували на початок німецько-радянської війни.

#### Період після 1945 року
У 1956 р. в Молдавській РСР (у тому числі, і на території Придністров'я) була розміщена 14-та армія збройних сил СРСР. Вона залишилася тут і після розпаду СРСР, охороняючи склади озброєнь і боєприпасів — запаси, створені на випадок бойових дій на Південно-Східному театрі воєнних дій в Європі. У 1984 р. штаб армії переведений з Кишинева до Тирасполя.
У складі Молдавської РСР Придністров'я не мало особливого статусу.
У 1980-ті роки політика перебудови і гласності Михайла Горбачова в Радянському Союзі дозволила політичну лібералізацію на регіональному рівні. Це призвело до створення різних неформальних рухів у Молдавській РСР і відродження прорумунського націоналізму серед етнічних молдован. Найвідомішим із цих рухів був Народний фронт Молдови. Навесні 1988 р. НФМ зажадав, щоб радянська влада оголосила молдовську мову єдиною державною, повернулася до використання латинського алфавіту та визнала загальну етнічну ідентичність молдован та румунів. Радикальніші фракції Народного фронту підтримували крайні антименшистські етноцентристські та шовіністичні позиції, закликаючи національні меншини, особливо слов'ян - переважно, росіяни та українці - і гагаузів залишити або виключити[що це?] з Молдови.

### Придністровський конфлікт
На початку 1990-х серед політичної еліти Молдови були поширені прорумунські настрої, існувала ідея об'єднання Молдови та Румунії в єдину державу. Ця ідея була неприйнятною для політичної еліти придністровського регіону. Етнічно-мовний склад Придністров'я суттєво відрізняється від загальномолдовського, тут молдовани не складають більшості, натомість значну частину населення складають українці та росіяни.
Придністровська Молдавська Радянська Соціалістична Республіка (ПМРСР) проголошена як радянська республіка в складі СРСР на II Надзвичайному З'їзді депутатів усіх рівнів Придністров'я, що відбувся в Тирасполі 2 вересня 1990 р. Це було спричинено конфліктом інтересів політичної еліти центру Молдови та місцевих політичних еліт, що виник внаслідок перебудови СРСР та МРСР зокрема.
22 грудня 1990 р. президент СРСР Михайло Горбачов підписав указ «Про заходи щодо нормалізації обстановки в РСР Молдова», в 4-му пункті якого ухвалювалося «рахувати такими, що не мають юридичної сили… рішення II з'їзду депутатів Рад різних рівнів з деяких населених пунктів Придністров'я від 2 вересня 1990 року про проголошення… Молдавської Придністровської Радянської Соціалістичної Республіки».
25 серпня 1991 р. т.з. Верховна Рада ПМРСР прийняла «Декларацію про незалежність ПМРСР» (Молдова проголосила незалежність двома днями пізніше).
27 серпня 1991 р. парламент Молдавської РСР прийняв закон № 691 «Про декларацію про незалежність», який оголошував що не має юридичної сили закон 2 серпня 1940 р. «Про утворення союзної Молдавської РСР», відповідно до якого МАРСР стала частиною Молдавської РСР, підкреслюючи, що "не запитавши населення Бессарабії, півночі Буковини та області Херца, насильно захоплених 28 червня 1940 року, а також населення Молдавської АРСР (Задністря), утвореної 12 жовтня 1924 року, Верховна Рада СРСР, у порушення своїх конституційних повноважень, прийняла 2 серпня 1940 року закон «Про утворення союзної Молдавської РСР».
5 листопада 1991 р., у зв'язку з розпадом СРСР, ПМРСР перейменована в Придністровську Молдавську Республіку (ПМР). У молдовській версії назва звучить як «Дністровська Молдавська Республіка».
1992 року економічний інтерес придністровської еліти у продовженні співпраці з Росією та Україною, на відміну від прагнення молдовської влади до поглиблення співпраці з Румунією, ідеологічно підкріплений мовним протистоянням став наріжним каменем конфлікту, який у першій половині 1992 року вилився у збройне протистояння. На користь ПМР зіграла наявність на її території добре оснащеної 14-ї російської армії. Зрештою 21 липня 1992 року між Молдовою та Росією було підписано Угоду про принципи врегулювання конфлікту в Придністров'ї.
У грудні 2011-го внаслідок чергових (п'ятих) президентських виборів відбулася зміна президента республіки. Відтак 30 грудня 2011 року Ігор Смирнов, що обіймав цю посаду з 13 грудня 1991 року, передав повноваження новообраному Євгену Шевчуку.
У грудні 2013 р. Верховна рада Придністров'я в першому читанні прийняла законопроєкт про застосування на території невизнаної республіки Російського федерального законодавства. В березні 2014-го Верховна рада Придністров'я попросила Держдуму Росії розробити закон, який дозволив би прийняти невизнану республіку до складу Росії.

## Український народ та Придністров'я
Після проголошення у 1990 році про створення Придністровської Молдавської Республіки (ПМР), на території цієї самопроголошеної держави була створена Спілка українців Придністров'я.
Українці, росіяни та молдовани є трьома найбільшими етносами ПМР, які становлять 90% всього населення. За інформацією голови Спілки українців Придністров'я Леоніда Ткачука, станом на 2011 рік в ПМР мешкає 130 тисяч українців. Також Ткачук у своєму інтерв'ю зазначив:
"Ви знаєте, що історично Придністров’я належало Україні. Коли приймалося рішення про створення Молдавської автономної Радянської Соціалістичної Республіки у складі України у 1924 році, ніхто не питав українців, які мешкали на цій території, чи хочуть вони того. Рішення приймали керівники. Коли у 1940 році Молдавська АРСР, яка знаходилася у складі України, об’єднувалася з Бессарабією, знову ж, ніхто не питав українців, як вони ставляться до цього. Не питали їх і тоді, коли розвалювався Радянський союз. Тому у 1990 році, коли було засновано Придністровську Молдавську Республіку (ПМР), українці, які створили свою організацію — Товариство українців Придністров’я, прийняли програмне рішення: якщо прийматимуться рішення без урахування думки українців, вони залишають за собою право провести референдум, аби визначитися і повернутися до України" та "Придністровська Молдавська Республіка — це етнічно українська земля".

## Населення

### Відомі українці
- Скліфосовський Микола Васильович — український і російський хірург.
- Шкурупій Ґео Данилович — український письменник, представник напряму панфутуризму.
- Іван Сірко — легендарний кошовий отаман Запорозької Січі. В січні 1664 року, під час походу, взяв у облогу Тягиню (Бендери), повернувши до козацької України все Придністров'я, разом з Рашковом[8]. До Сірка під Бендери з козаками ходили Іван Свирговський у 1574 році, і Григорій Лобода з Северином Наливайком 1594-го.
- Іван Мазепа (1639—1709, Варниця, Османська імперія) — український гетьман, борець за незалежну Україну. Помер та був похований у селі Варниця, неподалік від Бендер. На місці колишньої могили тепер є пам'ятний знак із написом: «На цьому місці 22 вересня 1709 року помер гетьман України Іван Мазепа». Разом із гетьманом Мазепою у Бендерах перебували його соратники: Пилип Орлик, Кость Гордієнко, Андрій Войнаровський, Дмитро Горленко.
- Пилип Орлик (1672—1742) — український гетьман, борець за незалежну Україну. Після смерті Івана Мазепи обраний українським гетьманом на козацькій раді в Бендерах 5 квітня 1710 року. Того ж дня козацькою старшиною та гетьманом була ухвалена так звана «Бендерська Конституція», перша конституція України[9]. 1711 року, саме з Бендер вирушає Орлик у визвольний похід проти росіян на Правобережну Україну, але після невдалої осади Білої Церкви, змушений повертатися назад. Резиденція гетьмана залишається в Бендерах до 1714 року.
- Чепіга Захарій Олексійович (1725—1797) — кошовий отаман Чорноморського козацького війська під час перебування його у Придністров'ї (у 1790—1793 рр.). Саме за часів його отаманування запорізькі козаки переселилися зі Слободзеї на Кубань.
- Головатий Антін Андрійович (1732 або 1744—1797) — один із засновників Чорноморського козацького війська у Придністров'ї. На честь Чепіги і Головатого Придністровський банк у 2007 році випустив пам'ятну монету номіналом в 100 рублів[10].
- Котляревський Іван Петрович (1769—1838) — український письменник, поет, драматург, класик та зачинатель сучасної української літератури. 1806 року, перебуваючи на службі в російській армії в ранзі штабс-капітана, брав участь у визволенні м. Бендери від османів. У грудні 2010 року перед мурами Бендерської фортеці, за участі президента ПМР Ігоря Смирнова, було урочисто відкрито пам'ятник Котляревському.
- Зайченко Руслан Петрович (1963—2011) — один із лідерів організації УНА-УНСО, один із керівників акції «Україна без Кучми», політв'язень у справі 9 березня 2001 року. У 1992 р. брав участь в  Молдавсько-придністровському конфліктові на боці сепаратистів і російської армії, стрілець УНСО ПМР. Урядом так званої «Придністровської Молдавської Республіки» нагороджений медаллю «Захисник Придністров'я».
- Порошенко Петро Олексійович (1965) — Президент України з 2014 по 2019 роки. Дитинство (1974—1982 рр.) провів у Бендерах, де його батько працював директором дослідницького експериментально-ремонтного заводу. Тут він закінчив школу та звідси поїхав навчатись в Київський університет імені Т. Шевченка.